# Çağla Şimşek
Çağla Şimşek (Çekmeköy, Estambul, 1 de agosto de 2002) es una actriz y modelo turca.

## Biografía
Çağla Şimşek nació el 1 de agosto de 2002 en el distrito de Çekmeköy, en provincia de Estambul (Turquía), de una madre originaria de Gümüşhane y de un padre originario de Samsun.

## Carrera
Çağla Şimşek en 2007, a la edad de cinco años, después de hacer su debut en televisión como actriz infantil con el papel de Naz en la serie de televisión de Kanal D Mi último deseo (Elveda Derken), el actor Osman Yağmurdereli la notó. Después de graduarse de la escuela secundaria privada Uğur Anadolu, decidió inscribirse en la facultad de psicología del departamento de sociología de la Arel University. En 2008 interpretó el papel de Merve en la serie de TRT 1 Kırmızı Işık. En 2008 y 2009, se unió al elenco de la serie de Kanal D Kayıp Prenses, interpretando el papel de Duru. En 2010, interpretó el papel de una princesa en el cortometraje Kayıp Prenses', dirigido por Hakan Suay Ada. En el mismo año participó en el elenco de la serie de Kanal D Cuma'ya Kalsa, en el papel de Çağla. En el mismo año actuó en las películas Nisvan - Tarihe Adını Yazdıran Kadınlar (en el papel de la joven Fatma Aliye Hanım) dirigida por Hüsamettin Ünlüoğlu y en Vay Arkadaş' (en el papel de la joven Nil) dirigida por Kemal Uzun.
De 2011 a 2013, fue elegida para interpretar el papel de Lavin Bakırcı en la serie de ATV Hayat Devam Ediyor. De 2013 a 2015, interpretó el papel principal de Zehra Kara Kirman en la serie emitida en Samanyolu TV Küçük Gelin. En 2014 por esta última interpretación ganó el premio Medya Etik Ödülleri a la Mejor actriz principal.
En 2017 y 2018 fue elegida para interpretar el papel de Reyhan en la serie emitida por Kanal 7 Elif. En 2019 interpretó el papel de Şirin en la película Ferhat ile Şirin: Ölümsüz Aşk dirigida por Murat Kuscu. En 2021 fue incluida en el elenco de la serie de ATV Kardeşlerim, en la que interpretó el papel de Ayşe Kaya. En el mismo año, por esta última actuación, ganó el premio Gelişen Türkiye Ödülleri a Mejor actriz femenina del año en una serie de televisión revolucionaria.
En 2021 y 2022 interpretó el papel de Seher Çetin / Melek Bozdağlı en la serie de Fox Elkızı, junto con los actores Sevda Erginci, Perihan Savaş y İsmail Ege Şaşmaz. En 2022 fue elegida para interpretar el papel de Hazal Küçük en la serie de Fox Tozluyaka, junto a los actores Dolunay Soysert, Emre Kınay, Tayanç Ayaydın y Begüm Birgören. Por esta última actuación, en 2023, fue nominada a los Turkey Youth Awards como Mejor actriz de televisión de reparto.

## Filmografía

### Cine
| Año  | Título                                  | Personaje                      | Director            |
| ---- | --------------------------------------- | ------------------------------ | ------------------- |
| 2010 | Nisvan - Tarihe Adını Yazdıran Kadınlar | Fatma Aliye Hanım'ın Küçüklüğü | Hüsamettin Ünlüoğlu |
| 2010 | Vay Arkadaş                             | Nil'in küçüklüğü               | Kemal Uzun          |
| 2019 | Ferhat ile Şirin: Ölümsüz Aşk           | Şirin                          | Murat Kuscu         |

### Televisión
| Año       | Título                          | Personaje                    | Cadeña       | Notas                                               |
| --------- | ------------------------------- | ---------------------------- | ------------ | --------------------------------------------------- |
| 2007      | Mi último deseo (Elveda Derken) | Naz                          | Kanal D      | 51 episodios                                        |
| 2008      | Kırmızı Işık                    | Merve                        | TRT 1        |                                                     |
| 2008-2009 | Kayıp Prenses                   | Duru                         | Kanal D      |                                                     |
| 2010      | Cuma'ya Kalsa                   | Çağla                        | Kanal D      | 12 episodios                                        |
| 2011-2013 | Hayat Devam Ediyor              | Lavin Bakırcı                | ATV          | 46 episodios                                        |
| 2013-2015 | Küçük Gelin                     | Zehra Kara Kirman            | Samanyolu TV | 92 episodios                                        |
| 2014      | Çeşme                           | Fatma                        |              | Película para televisión dirigida por Oguzhan Akçay |
| 2017-2018 | Elif                            | Reyhan                       | Kanal 7      | 195 episodios                                       |
| 2021      | Kardeşlerim                     | Ayşe Kaya                    | ATV          | 18 episodios                                        |
| 2021-2022 | Elkızı                          | Seher Çetin / Melek Bozdağlı | Fox          | 13 episodios                                        |
| 2022      | Tozluyaka                       | Hazal Küçük                  | Fox          | 26 episodios                                        |

### Cortometrajes
| Año  | Título        | Personaje | Director       |
| ---- | ------------- | --------- | -------------- |
| 2010 | Kayıp Prenses | Princesa  | Hakan Suay Ada |

## Premios y reconocimientos
Gelişen Türkiye Ödülleri
| Año  | Categoría                                                           | Trabajo     | Resultado |
| ---- | ------------------------------------------------------------------- | ----------- | --------- |
| 2021 | Mejor actriz femenina del año en una serie de televisión innovadora | Kardeşlerim | Ganadora  |

Medya Etik Ödülleri
| Año  | Categoría              | Trabajo     | Resultado |
| ---- | ---------------------- | ----------- | --------- |
| 2014 | Mejor actriz principal | Küçük Gelin | Ganadora  |

Turkey Youth Awards
| Año  | Categoría                             | Trabajo   | Resultado |
| ---- | ------------------------------------- | --------- | --------- |
| 2023 | Mejor actriz de televisión de reparto | Tozluyaka | Nominada  |